# Oncorhynchus tshawytscha
Saumon royal
Espèce
Statut de conservation UICN

 EN : En danger
Le saumon royal, saumon chinook, ou saumon quinnat (Oncorhynchus tshawytscha) est une espèce de poissons anadromes présents dans les eaux du nord de l'océan Pacifique. Il était autrefois présent dans les fleuves de la façade pacifique de l'Alaska à la Californie. Il en existe aussi des populations au Japon et dans les South Island de Nouvelle-Zélande.
C'est le plus grand des saumons américains. Il est aussi apprécié pour sa richesse en omega 3. C'est l'une des espèces de saumons nord-américaines les plus appréciées des pêcheurs sportifs.

## Description

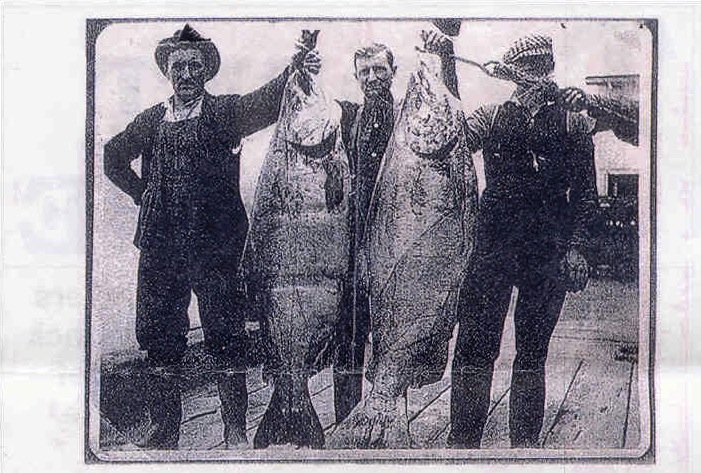
Saumons royaux pêchés vers 1910 (Astoria, Oregon)

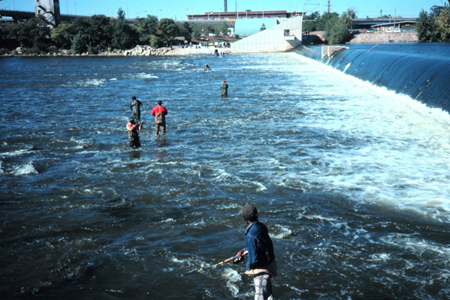
Les chinooks doivent aussi affronter les pêcheurs "sportifs", ici les attendant en aval d'un seuil où les poissons doivent prendre leur élan pour sauter.

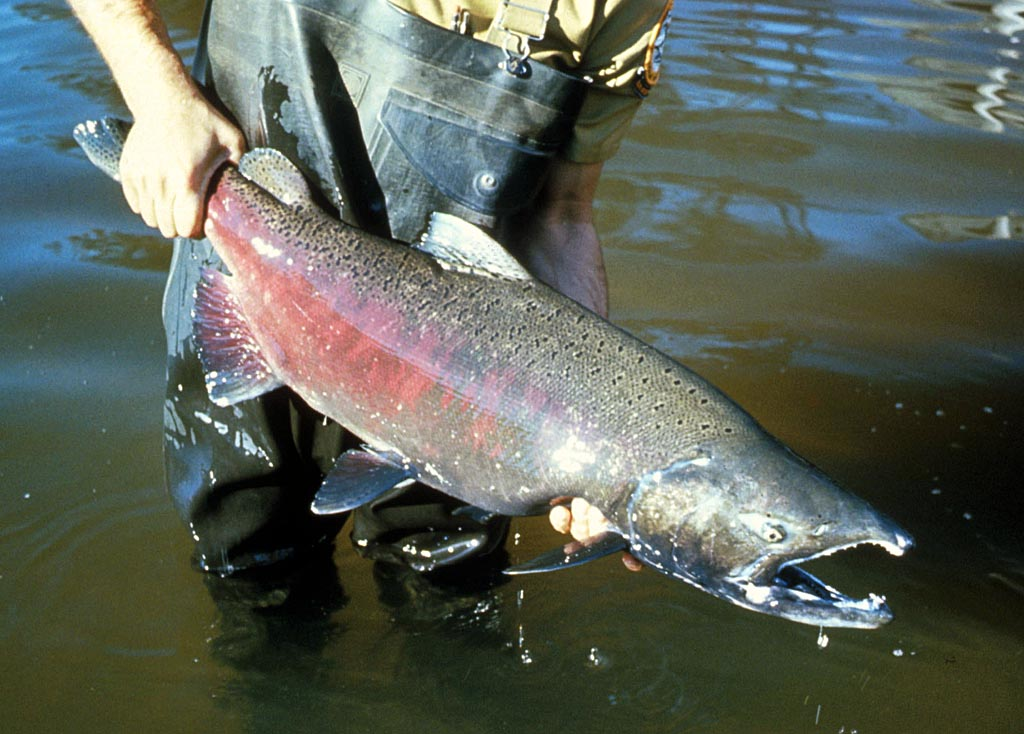
Saumon royal mâle sexuellement mature.

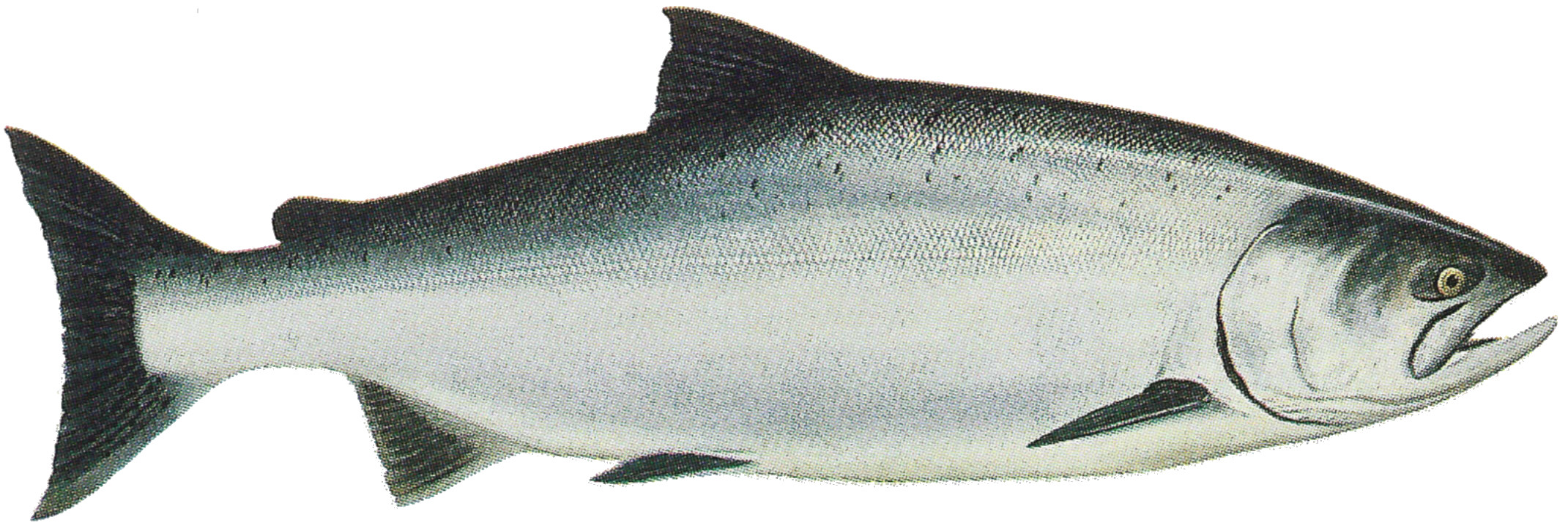
Livrée du mâle en phase océanique.

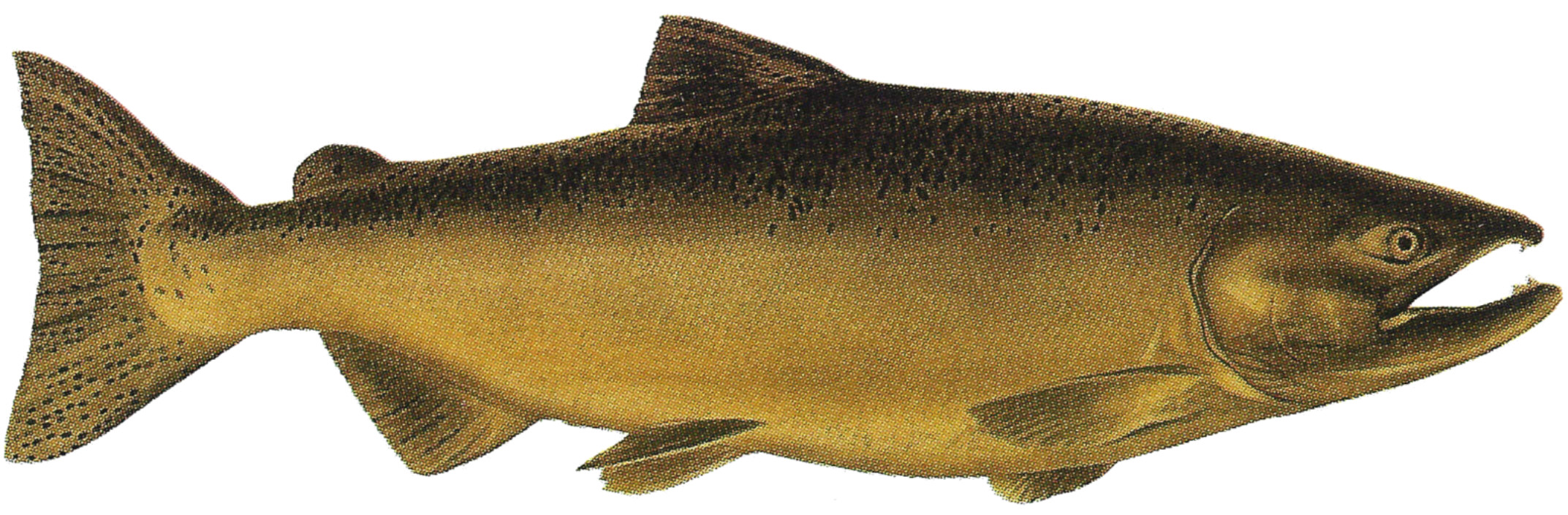
Livrée du mâle, et déformation de la mâchoire en eau douce.

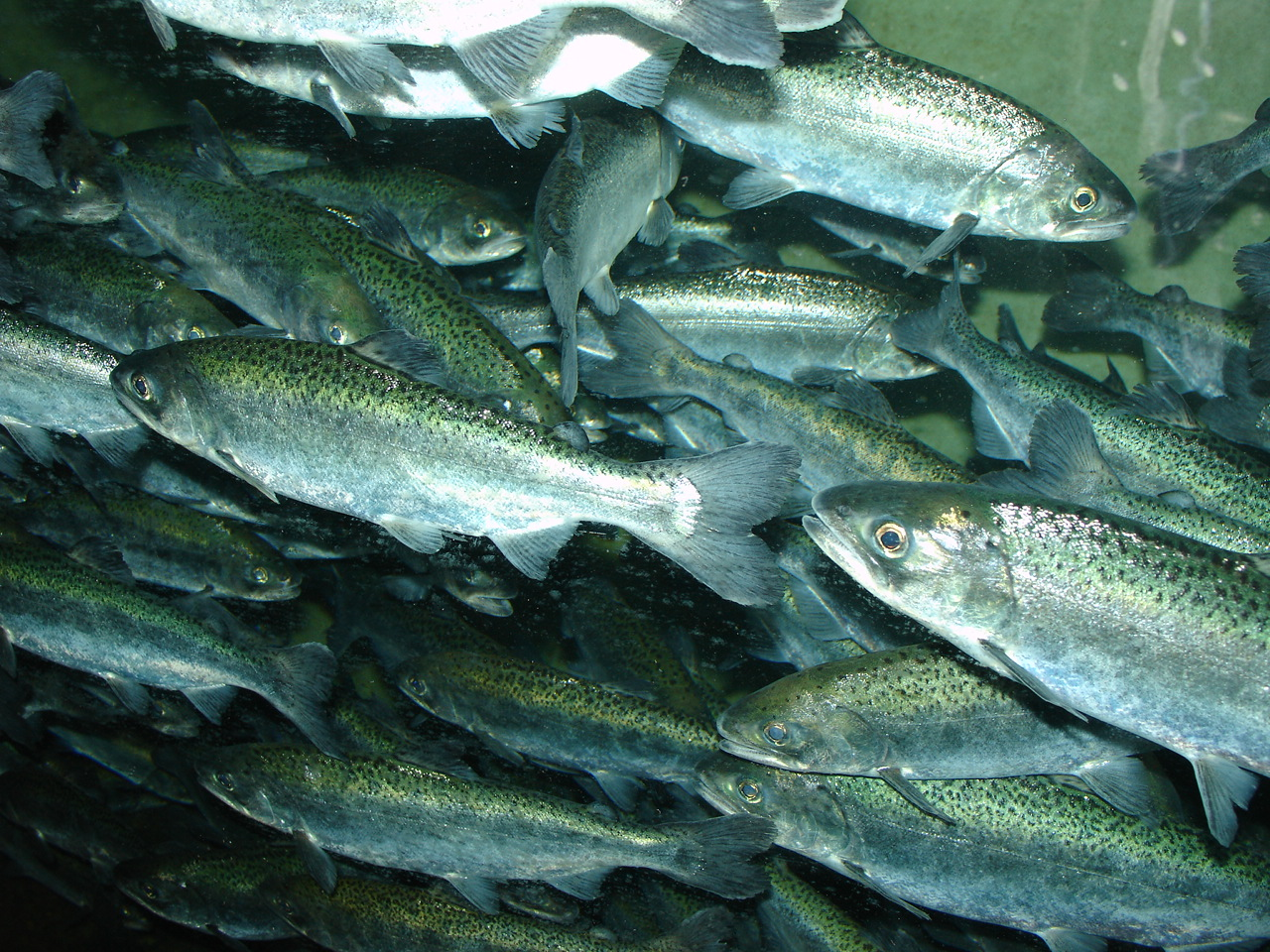
Banc de saumons Chinook.

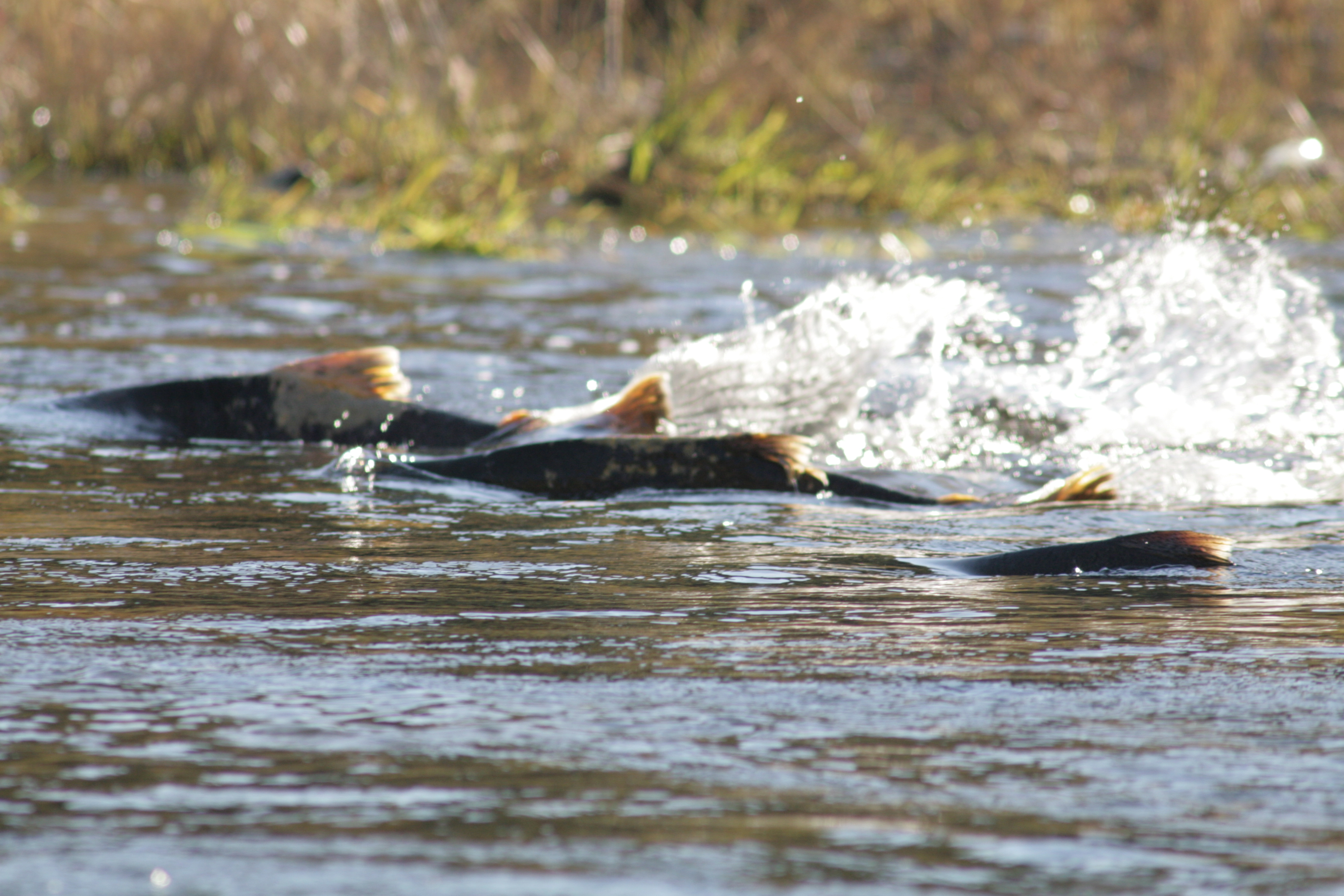
Saumon royal nageant dans une faible épaisseur d'eau pour rejoindre leurs frayères.

Ce saumon peut atteindre 1,5 m pour plus de 60 kg et une longévité de 9 ans.
Le Chinook est bleu-vert, violet sur le dos et le dessus de la tête avec les flancs argentés et le ventre blanc. Il porte des taches noires sur la queue et la moitié supérieure de son corps. Sa bouche est souvent de couleur violet foncé.
Le record actuel homologué en pêche sportive  est de 45 kg pour un saumon capturé en 2002 dans le fleuve Skeena (Skeena river, Terrace, Colombie-Britannique). Pour les années récentes, le record mondial de capture commerciale homologué serait de 54 kg, pêché près du Fjord Rivers Inlet au nord-est du Canada en Colombie-Britannique dans les années 1970.
Dans le patois de la région Pacifique du Nord-Ouest des États-Unis, les « Hogs » sont les saumons capturés lors de leur remontée migratoire. Dans cette région, l'été surtout, on pêchait de très grands saumons dits « June Hogs ». C'était l'une des principales ressources en poisson des peuples des Premières nations nord-amérindiennes. Ces saumons furent rapidement très appréciés des pêcheurs sportifs canadiens et américains, ainsi que des conserveries de saumon installées sur le fleuve Columbia et ses affluents. Ils ont disparu avec la surpêche et la construction des grands barrages. Aujourd'hui le plus grand Chinook pris dans les mêmes conditions sont deux fois plus petits que les « June hogs » capturés moins d'un siècle plus tôt.

## Cycle de vie
Ce saumon peut passer de 1 à 8 ans dans l'océan (3 à 4 ans en moyenne) avant de remonter vers les sources de sa rivière natale pour frayer. Les Chinook se reproduisent dans les eaux nettement plus profondes que d'autres espèces de saumons. Le frai est déposé dans un nid sur le fond, de septembre à décembre. Après la ponte, les femelles gardent leur ponte 4 à 25 jours avant de mourir, tandis que les mâles cherchent à continuer à se reproduire. L'éclosion a lieu - selon la température de l'eau - 90 à 150 jours après la ponte. Les larves émergent au printemps, saison appropriée pour leur survie et croissance. Les larves et tacons (jeunes poissons) passent 12 à 18 mois en eau douce avant d'entamer leur dévalaison vers les estuaires, où ils grossissent (comme saumoneaux) durant plusieurs mois. Certains Chinook retournent vivre un ou deux ans après en eau douce, plus tôt que leurs homologues, et sont dits  "Jack" (ils font la moitié de la taille d'un saumon adulte de la même espèce). Les pêcheurs sportifs les relâchent généralement, alors que les pêcheurs commerciaux les conservent. 

## Habitat
Cette espèce vit de la baie de Monterey (Californie du nord) au détroit de Béring (Alaska) et jusque dans les eaux arctiques du Canada et de la Russie (Mer de Tchoukotka). Des populations se produisent en Asie jusqu'au sud des îles du Japon. Il y en a au Québec dans des lacs, des rivières et dans le fleuve St-Laurent. En Russie, on les trouve dans le Kamtchatka et les îles Kouriles, mais ils ont disparu d'une grande partie de leur aire de répartition. Au moins 40 % des populations ont disparu. 

## Réintroductions et introductions
L'espèce a été réintroduite dans le lac Michigan et le lac Huron en 1967 par le Michigan Department of Natural Resources pour y contrôler le gaspareau, espèce atlantique devenue invasive après avoir été introduite dans les lacs où à cette époque il constituait environ 90 % du biote. Les saumons argentés (ou saumons coho), avaient été implantés avec succès l'année précédente et le chinook s'y est également réinstallé, jusque dans les affluents des lacs. Après ce succès, le saumon chinook a été implanté ou réimplanté dans les autres Grands Lacs où les pêcheurs sportifs l'ont apprécié pour sa résistance.
L'espèce est aussi apparue dans les eaux de Patagonie (Amérique du Sud), à partir d'individus relâchés ou échappés d'élevages. Ils y ont colonisé plusieurs fleuves où l'on observe maintenant des montaisons stables.
Des efforts sporadiques ont été faits dès la fin des années 1800 pour l'introduire en Nouvelle-Zélande avec plusieurs échecs successifs. Des tentatives ou réussites (à partir d'œufs ou alevins implantés dans les cours d'eau) ont eu lieu en Californie dès les années 1900, plus efficacement par la suite dans les rivières de Cantebury et North Otago ; Rangitata, la rivière Opihi, la rivière Ashburton, la rivière Rakaia, la rivière Waimakariri, le fleuve Hurunui et la rivière Waiau. 
On a attribué un taux de succès plus élevé pour les introductions récentes au fait qu'on a utilisé des ovules prélevés en automne plutôt qu'au printemps comme au lors des premières tentatives. Le Chinook et d'autres saumons ont aussi été introduits en Nouvelle-Zélande.
C'est dans le fleuve Yukon qu'est effectuée la plus longue route migratoire pour cette espèce (plus de 3 000 kilomètres, soit 1 900 milles de son embouchure dans la mer de Béring aux frayères située en amont de Whitehorse, dans le Yukon. Ces chinooks doivent compter sur d'importantes réserves de graisse pour avoir assez d'énergie pour franchir les nombreux obstacles qui les séparent de leurs frayères, et sont réputés être plus riches qu'ailleurs en acides gras oméga-3.

## Études de cette espèce

### Études des migrations
Dans le cadre d'un projet d'environ 600 millions de US dollars, sur le fleuve Columbia des puces RFID sont utilisées depuis 1986 pour étudier les corridors écologiques de migration et les dates et vitesse de migration des saumons chinook dans un réseau hydrogrphique qui compte divers obstacles naturels et environ 400 retenues d'eau plus ou moins artificielles sur son parcours (fleuve et affluents). Une boucle du fleuve entoure le plus vaste complexe nucléaire américain (initialement construit pour produire le plutonium des bombes atomiques) et devenu le plus grand site de dépôt de déchets nucléaires, le site ayant libéré quand il était en activité une importante pollution radioactive dans ce fleuve, qui a notamment touché les saumons. Les 14 sous-espèces de chinook sont en disparition ou fort déclin, mais pas uniquement dans ce fleuve. Elles se sont dans tous les cours d'eau du Nord-Ouest du Pacifique où elles étaient encore abondantes il y a 2 ou 3 siècles, de même que la plupart des saumons dans le monde). Dans le fleuve Columbia près de deux millions de saumons ont ainsi été piégés et « taggés » puis relâchés chaque année depuis 1986 ce qui a permis de repérer les zones dangereuses pour les poissons et d'y réduire les taux de mortalité de 15 à 20 %.

### Génomique, génie génétique
Cette espèce dont on trouvait autrefois de très gros individus intéressent l'industrie du génie génétique qui espèrent y trouver des gènes permettant de faire grossir d'autres poissons (comme le « saumon AquAdvantage » qui fait depuis plusieurs années l'objet d'une demande de mise sur le marché aux États-Unis)
- Par exemple, le promoteur du gène de la PRL (prolactine) isolé chez le saumon chinook (sPRL) a été transféré chez des lignées transgéniques de truites (truite arc-en-ciel transgénique ; Oncorhynchus mykiss) créées par microinjection de deux constructions génétiques issues du Chinook dans des œufs de truites[9]. Ces deux construction contenaient le promoteur sPRL fusionné au gène rapporteur bactérien LacZ ou CAT. À l'Université de Rennes 1, un travail de thèse[9] a en 1999 porté sur l'étude in vivo de l'activité CAT a montré qu'il n'était exprimé que par l'hypophyse, mais fortement. Alors que le gène LacZ s'est exprimé, via l'activité β-galactosidase dans la pars rostral de l'adénohypophyse, à l'intérieur de cellules spécialisées (« cellules à prolactine ») groupées en follicules, là où s'est également exprimée l'activité enzymatique[9].  Cependant, toutes les cellules à prolactine n'expriment pas systématiquement le transgène[9]. Lors de cette expérience, l'expression du gène LacZ (sous contrôle du promoteur sPRL) a été étudiée chez 13 familles ayant 9 profils électrophorétiques distincts de migration de l'ADN (familles de générations différentes) ; ce transgène ne s'est exprimé que chez 2/3 des familles et « quels que soient l'individu et la famille étudiés, toutes les cellules à prolactine n'expriment pas le transgène (variégation) et l'expression du transgène est variable entre 2 cellules d'un même individu et 2 individus d'une même famille[9]. Cette variabilité d'expression pourrait résulter de la combinaison de différents facteurs comme la taille du promoteur, la forte quantité de copies de transgène intégré, la présence de séquences procaryotes, les effets inhibiteurs du gène rapporteur LacZ, ou encore l'utilisation de lignées non pures »[9]. Il peut donc y avoir une variabilité d'expression du transgène dans des lignées stables de poissons transgéniques[9].